# Benjamin Waterhouse
Benjamin Abner Waterhouse (ur. 11 czerwca 1985) – judoka z Samoa Amerykańskiego. Olimpijczyk z Rio de Janeiro 2016, gdzie zajął siedemnaste miejsce w wadze lekkiej.
Uczestnik mistrzostw świata w 2010, 2011, 2014 i 2015. Startował w Pucharze Świata w latach 2009-2011 i 2013. Brązowy medalista igrzysk Pacyfiku w 2011 roku.
Jego bratem jest Travolta Waterhouse, judoka i uczestnik igrzysk w 2010 roku.
Chorąży reprezentacji na ceremonii zamknięcia igrzysk w Rio de Janeiro 2016. 

## Letnie Igrzyska Olimpijskie 2016
| Konkurencja | Eliminacje                  | Klas. końcowa |
| Konkurencja | Przeciwnik I                | Miejsce       |
| ----------- | --------------------------- | ------------- |
| 73 kg       | Chamara Repiyallage (SRI) P | 17.           |